# Союз (супермаркет)

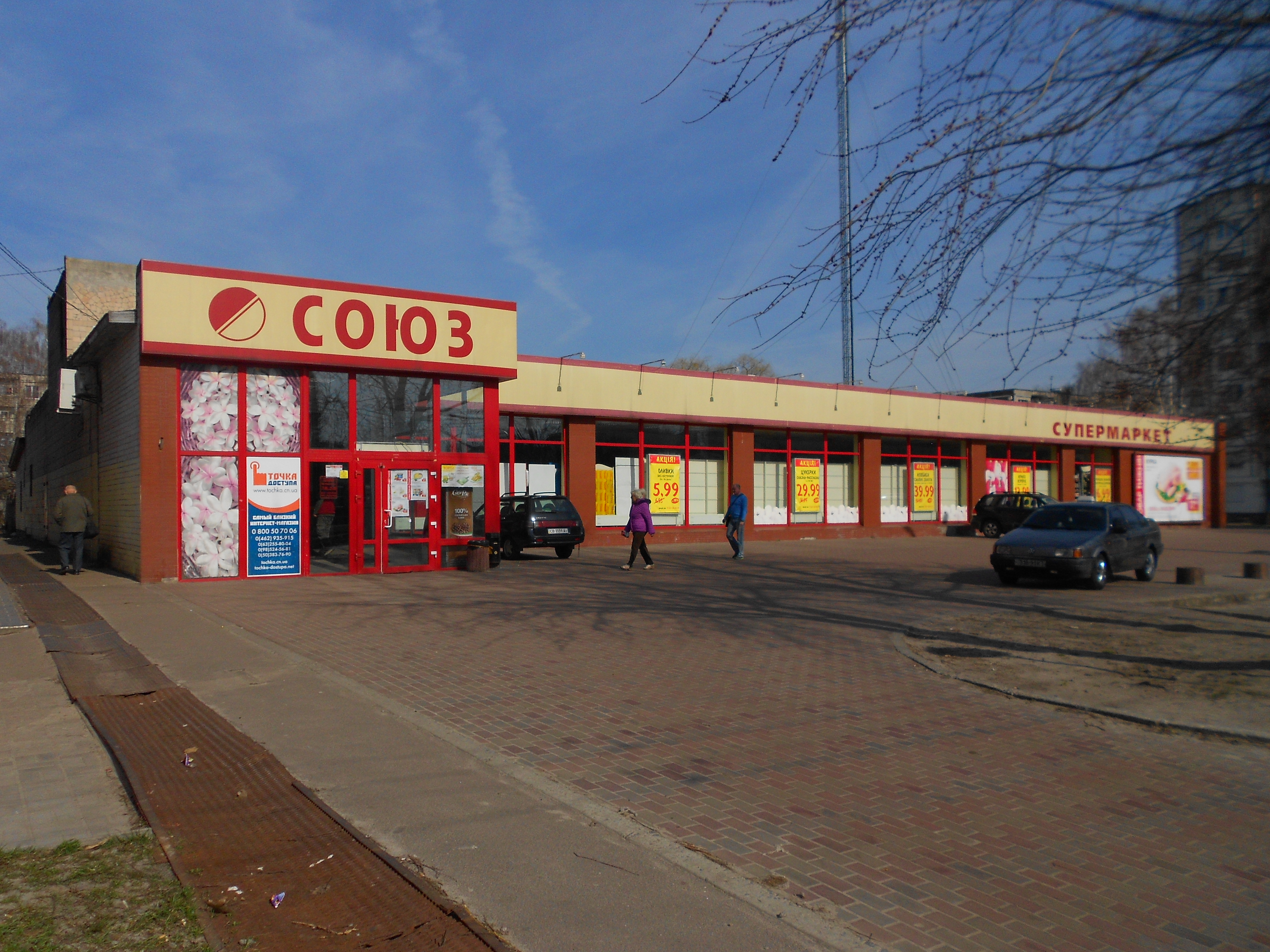
магазин Союз, Вулиця Доценка, 19, Чернігів

Союз (супермаркет) — супермаркети та магазини економкласу. Представлені в містах Бердичів, Славутич та Чернігів. Мережа нараховує 14 торговельних об'єктів у трьох містах трьох областей України (Чернігівська, Київська та Житомирська).

## Власні торгові марки
- «Для Вас»
- «Supero»

## Акції
Магазин пропонує покупцям різноманітні акції та цінові пропозиції — «товар тижня», «акція вихідного дня» та двотижневі каталоги, де понад 150 товарів продаються за спеціальними цінами.

## Мережа відділень[2]

### Чернігів
- вул. Богунського, 40
- пр-т Перемоги, 67
- вул. Доценка, 19
- вул. Героїв Чорнобиля, 1

### Славутич
- проспект Дружби Народів, 5

### Бердичів
вул. Героїв УПА, 11